# Marco Miranda (hockey sur glace)
Pour les articles homonymes, voir Marco Miranda et Miranda.
Marco Miranda (né le 2 juin 1998 à Zurich) est un joueur professionnel suisse de hockey sur glace. Il évolue au poste d'attaquant.

## Biographie

### Carrière en club
Formé au EHC Dübendorf, il poursuit son apprentissage dans les équipes de jeunes du ZSC Lions et du GCK Lions. En 2015, il commence sa carrière professionnelle dans la LNB avec le GCK Lions. En 2017-2018, il intègre l'équipe première du ZSC Lions qui jouent dans la National League. Les ZSC Lions remportent le titre national en 2018. Miranda signe au Genève-Servette HC en 2019. En 2023, il étoffe son palmarès avec le GSHC qui remporte le championnat de Suisse pour la première fois de son histoire.

### Carrière internationale
Il représente la Suisse au niveau international. Il prend part aux sélections jeunes.

## Statistiques

### En club
| Saison    | Équipe             | Ligue |    | Saison régulière | Saison régulière | Saison régulière | Saison régulière | Saison régulière |   | Séries éliminatoires | Séries éliminatoires | Séries éliminatoires | Séries éliminatoires | Séries éliminatoires |
| Saison    | Équipe             | Ligue | PJ | B                | A                | Pts              | Pun              | PJ               | B | A                    | Pts                  | Pun                  |                      |                      |
| 2015-2016 | GCK Lions          | LNB   | 36 | 10               | 5                | 15               | 12               | -                | - | -                    | -                    | -                    |                      |                      |
| 2016-2017 | GCK Lions          | LNB   | 37 | 6                | 10               | 16               | 14               | -                | - | -                    | -                    | -                    |                      |                      |
| 2017-2018 | GCK Lions          | SL    | 29 | 11               | 8                | 19               | 16               | -                | - | -                    | -                    | -                    |                      |                      |
| 2017-2018 | ZSC Lions          | NL    | 12 | 1                | 0                | 1                | 2                | 17               | 1 | 5                    | 6                    | 2                    |                      |                      |
| 2018-2019 | ZSC Lions          | NL    | 50 | 1                | 9                | 10               | 6                | 6rel             | 1 | 1                    | 2                    | 2                    |                      |                      |
| 2019-2020 | Genève-Servette HC | NL    | 50 | 7                | 13               | 20               | 6                | -                | - | -                    | -                    | -                    |                      |                      |
| 2020-2021 | Genève-Servette HC | NL    | 41 | 9                | 9                | 18               | 8                | 11               | 0 | 4                    | 4                    | 4                    |                      |                      |
| 2021-2022 | Genève-Servette HC | NL    | 25 | 1                | 6                | 7                | 4                | 2                | 0 | 1                    | 1                    | 0                    |                      |                      |
| 2022-2023 | Genève-Servette HC | NL    | 50 | 7                | 12               | 19               | 12               | 18               | 4 | 2                    | 6                    | 4                    |                      |                      |